# Philip Wouwerman
Philip Wouwerman, nizozemski slikar, * 1619 Haarlem, † 19. maj 1668, Haarlem.
Wouwerman je najbolj poznan po svojih slikah bitk in lovskih prizorov.